# 不思議なレストラン
不思議なレストラン（ふしぎなレストラン）は、東京都調布市で、ソーシャルワーカーの松浦幸子が精神障害者の社会参加、社会復帰のトレーニング場所として始めたレストラン「クッキングハウス」の別名、もしくは愛称。その実践の記録は、「不思議なレストラン」「続・不思議なレストラン」というタイトルで教育史料出版会から刊行されている。
1987年に松浦がNPO法人クッキングハウスを設立し、1992年にレストランがオープンした。延べ人数で80人程度の精神障害者が社会復帰のトレーニングとして働いた。単に無農薬で育てられた野菜を使った自然派の家庭料理を食べるというだけでなく、障害者と話し、語り合う場という風変わりなスタイルが精神医療の欠けている部分を補うということで、北海道浦河町のべてるの家と共に脚光を浴びている。松浦幸子は、2005年12月、精神障害者自立支援賞（リリー賞）を受賞している。

## 関連文献
- 松浦幸子『不思議なレストラン―心病む人たちとこの街で暮らしたい クッキングハウス物語』教育史料出版会　1997年
- 松浦幸子『続・不思議なレストラン―君はひとりぼっちじゃない 心の居場所15年』教育史料出版会　2002年
- 松浦幸子『私もひとりで暮らせる―心の病気をしたって大丈夫』教育史料出版会　2004年
- 松浦幸子『生きてみようよ!―心の居場所で見つけた回復へのカギ 不思議なレストランの20年』教育史料出版会　2007年